# Corso di Francia
Corso di Francia, informalmente Corso Francia, è una strada del settore settentrionale di Roma che corre in direzione sud-nord, tra i quartieri Parioli e Tor di Quinto. Assieme alla vicina via del Foro Italico e a viale Guglielmo Marconi, è una delle uniche tre strade urbane non consolari di Roma che sovrappassano il Tevere mantenendo lo stesso nome su entrambe le sponde.
La strada, intitolata alla Francia, è suddivisa in due parti. La prima, verso il centro della città, è formata dal ponte Flaminio e da un viadotto che attraversa la zona del Villaggio Olimpico lungo circa 1 km, progettato da Pier Luigi Nervi; e diretto dal geometra Arcangelo Losso, le travi della sopraelevata poggiano su pilastri che raggiungono 8 metri di altezza, da un minimo di 3,50. La seconda parte sottopassa il cavalcavia di via del Foro Italico e prosegue fino alla confluenza delle vie Cassia nuova e Flaminia nuova.

## Trasporti
|  | È raggiungibile dalle stazioni: Piazza Euclide e Acqua Acetosa (Roma). |

|  | È raggiungibile dalla stazione di Vigna Clara. |